# Julián Herranz

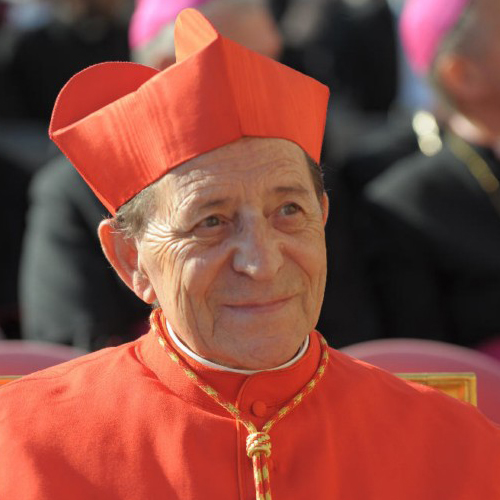
Kardinal Herranz Casado (2012)

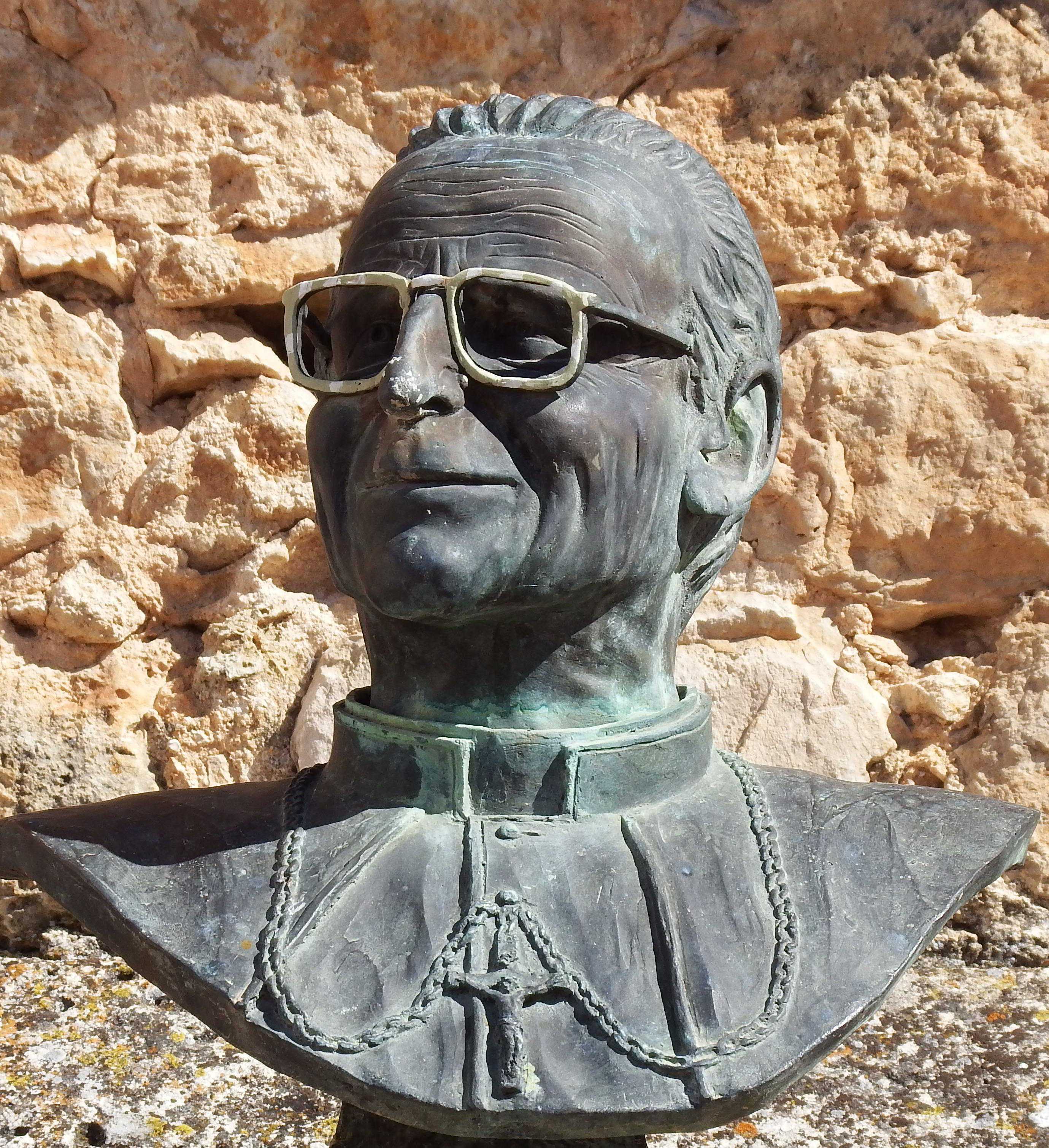
Skulptur von Julián Kardinal Herranz Casado

Wappen von Julián Kardinal Herranz

Julián Kardinal Herranz Casado (* 31. März 1930 in Baena, Spanien) ist ein spanischer Geistlicher und emeritierter Kurienkardinal der römisch-katholischen Kirche.

## Leben
Julián Herranz Casado schloss sein Studium der Fächer Medizin und Katholische Theologie mit einer Promotion in Medizin und einer Promotion in Kanonischem Recht ab. Während seiner Studienzeit trat er dem Opus Dei bei. Am 7. August 1955 empfing er das Sakrament der Priesterweihe und wurde anschließend Professor für Kanonisches Recht an der Universität von Navarra. Darüber hinaus arbeitete er in katechetischen und disziplinarischen Fragen für die Kurie. Während des Zweiten Vatikanischen Konzils fungierte er als Studienassistent in der Kommission für Disziplinarfragen.
Anschließend wurde er Untersekretär der Päpstlichen Kommission für die Auslegung des Codex Iuris Canonici. Auch arbeitete er in der juristischen Forschung und als Autor und Mitherausgeber kirchenrechtlicher Bücher und Zeitschriften. Die Personalprälatur Opus Dei entsandte ihn als Seelsorger nach Italien, Spanien, Lateinamerika, England, Irland, Frankreich und Kenia.
1984 wurde Herranz Casado Sekretär der Päpstlichen Kommission für die Auslegung des Codex Iuris Canonici und Berater der Kongregation für die Bischöfe. Am 15. Dezember 1990 ernannte ihn Papst Johannes Paul II. zum Titularerzbischof von Vertara und spendete ihm am 6. Januar 1991 die Bischofsweihe; Mitkonsekratoren waren die Kurienerzbischöfe Giovanni Battista Re, Offizial im Staatssekretariat, und Justin Francis Rigali, Sekretär der Kongregation für die Bischöfe.
1994 wurde er Präsident des Päpstlichen Rates für die Interpretation von Gesetzestexten. Johannes Paul II. nahm ihn am 21. Oktober 2003 als Kardinaldiakon mit der Titeldiakonie Sant’Eugenio in das Kardinalskollegium auf.
Herranz war Teilnehmer am Konklave 2005, in dem Benedikt XVI. gewählt wurde. Dieser bestätigte ihn zunächst im Amt und nahm dann am 15. Februar 2007 sein aus Altersgründen vorgebrachtes Rücktrittsgesuch an.
Im Frühjahr 2012 betraute ihn Papst Benedikt XVI. mit der Leitung einer dreiköpfigen Kardinalskommission mit Spezialmandat zur Untersuchung der sog. Vatileaks-Affäre. Die Kommission sollte Fälle von Diebstahl vertraulicher (päpstlicher) Dokumente aus dem Vatikan aufklären und legte im Juli 2012 dem Papst ihren Abschlussbericht vor.
Kardinal Herranz nahm nicht am Konklave 2013 teil, da er die Altersgrenze von 80 Jahren bereits überschritten hatte.
Am 12. Juni 2014 wurde er zum Kardinalpriester pro hac vice erhoben.

## Mitgliedschaften
Kardinal Herranz war Mitglied folgender Einheiten der Römischen Kurie:
- Kongregation für die Glaubenslehre (seit 2005)[3]
- Kongregation für den Gottesdienst und die Sakramentenordnung (seit 2002[4], bestätigt 2005[5])
- Kongregation für die Selig- und Heiligsprechungsprozesse (seit 2004)[6]
- Kongregation für die Evangelisierung der Völker (seit 2004)[7]
- Kongregation für die Bischöfe (seit 2000[8], bestätigt 2003[9])
- Oberster Gerichtshof der Apostolischen Signatur[9]
- Päpstlicher Rat für die Laien (seit 2004)[10]
- Päpstliche Kommission Ecclesia Dei (seit 2001[11], bestätigt 2003[9])